# UN-Medaille
Die UN-Medaille (engl. United Nations Medal) ist, neben der Captain Mbaye Diagne Medal und der Dag Hammarskjöld Medal, eine von drei Auszeichnungen der Vereinten Nationen, die an Personen verliehen wird, die an den internationalen humanitären, militärischen oder polizeilichen UN-Missionen teilgenommen haben.

## Verleihungsvoraussetzungen
Verliehen wird die Medaille an Personen die, je nach Mission, mindestens 30 Tage, 1 Monat, 2 Monate, 3 Monate oder 6 Monate an UN-Missionen teilgenommen haben. 

## Design
Es gibt drei verschiedene Ausführungen der UN-Medaille. Alle Medaillen sind rund und Bronzefarben. 
- Auf der Vorderseite der Standardmedaille befindet sich das Emblem der Vereinten Nationen mit dem Schriftzug UN, auf der Rückseite der Schriftzug IN THE SERVICE OF PEACE. Das Ordensband ist in den Farben der jeweiligen Mission gehalten.
- Auf der Vorderseite der Medaille für die Teilnehmer am Koreakrieg befindet sich das Emblem der Vereinten Nationen, auf der Rückseite der Schriftzug FOR SERVICE IN THE DEFENCE OF THE PRINCIPLES OF THE CHARTER OF THE UNITED NATIONS. Am Blau-Weiß vertikal gestreiften Ordensband befindet sich eine Spange mit dem Schriftzug KOREA.
- Auf der Vorderseite der UNEF-Medaille befindet sich das Emblem der Vereinten Nationen mit dem Schriftzug UNEF, auf der Rückseite der Schriftzug IN THE SERVICE OF PEACE.

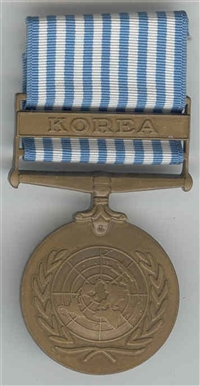
UN-Medaille Koreakrieg
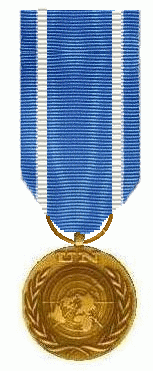
UN-Medaille UNTSO
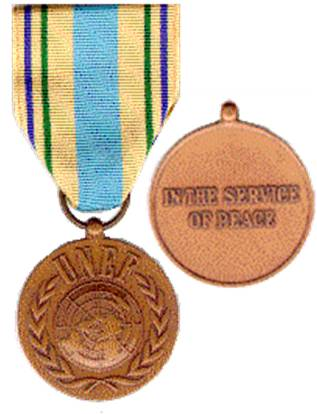
UN-Medaille UNEF
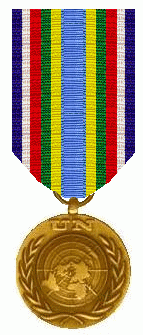
UN-Medaille MINURCA

Die Bandschnallen haben eine Breite von etwa 3 Zentimeter und die Farben des Ordensbandes der jeweiligen Mission.

Bandschnalle UNOSOM I und UNOSOM II
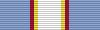
Bandschnalle UNAMET
Bandschnalle UNIKOM
Bandschnalle UNMOT